# Młodość (opowiadanie)
Młodość (ang. Youth) – opowiadanie Josepha Conrada z 1898 roku. Opowiada o heroicznej walce marynarzy z żywiołem morza. Od walki ze sztormem, poprzez gaszenie ognia na statku, aż po walkę na szalupach po zatonięciu statku. Oparte jest na prawdziwych przeżyciach przyszłego pisarza, Józefa Teodora Konrada Korzeniowskiego, który w latach 1882-83 kilkakrotnie wypływał z Anglii na starym żaglowcu „Palestine”, wiozącym ładunek kilkuset ton brytyjskiego węgla do odbiorcy w Bangkoku. Był to pierwszy rejs Korzeniowskiego na stanowisku drugiego oficera i jedyna katastrofa, w której przyszły pisarz na pewno uczestniczył osobiście: w marcu 1883 roku bark "Palestine" spłonął na wodach Oceanu Indyjskiego po eksplozji wskutek samozapłonu mieszaniny pyłu węglowego i powietrza w ładowni.

## Fabuła
Opowiadanie zaczyna się od prezentacji pięciu mężczyzn związanych w różny sposób z morzem, popijających klareta nad brzegiem Tamizy. Główna postać opowiadania, kapitan Charlie Marlow - alter ego Conrada - opowiada pozostałej czwórce dzieje swojej pierwszej podróży na Wschód na starym barku „Judea” w charakterze drugiego oficera. Rzecz dzieje się dwadzieścia dwa lata wcześniej, gdy Marlow miał dwadzieścia lat i po raz pierwszy został drugim - prawdziwie odpowiedzialnym - oficerem na żaglowcu. Ma ledwie dwa lata doświadczenia, właśnie zszedł z szykownego klipra, a z zamorskich portów zna jedynie Sydney i Melbourne. Trafiwszy na „Judeę” Marlow spotyka się z dwoma dużo starszymi od niego przełożonymi: kapitanem Johnem Beardem i pierwszym oficerem Mahonem. Kapitan Beard ma lat bez mała sześćdziesiąt i właśnie otrzymał pierwsze dowództwo. Bark „Judea” to statek stary i zapuszczony, od niepamiętnych czasów stojący w Shadwell basin. Ma 400 ton rejestrowych pojemności i nośność ok. 600 ton. Beard otrzymuje zlecenie przewiezienia kilkuset ton angielskiego węgla z Newcastle do Bangkoku. Dla Marlowa podróż w te rejony tchnie egzotyką; dodatkowo stary statek zdobywa jego serce dewizą „Czyń lub Giń!”, wypisaną pracowicie w kartuszu na rufie. Statek opuszcza Londyn i obiera kurs na północ, by na rzece Tyne pobrać ładunek. Po drodze balast przesuwa się w silnym sztormie na jedną z burt, zmuszając całą załogę do ciężkiej pracy w ładowni w celu wyprostowania niebezpiecznie przechylonego statku. Cała podróż na północ - zwykle sprawa paru dni - zajmuje dni szesnaście, a w dodatku na miejscu „Judea” zostaje staranowana przez parowiec. Wreszcie, po trzech miesiącach od opuszczenia Londynu, żaglowiec z kolejną załogą opuszcza port, biorąc kurs na Bangkok.
Niestety stary bark pokonuje ledwie jakieś trzysta mil, gdy spada nań potężny sztorm. Żywioł niszczy statek, przez co kapitan zmuszony jest znów wrócić do kraju. Przez następnych sześć miesięcy statek bezczynnie stoi w Falmouth, wreszcie – praktycznie zbudowany od nowa - wychodzi z ładunkiem i kolejną załogą do Bangkoku. Tuż przed wypłynięciem Marlow i jego koledzy obserwują ucieczkę ze statku wszystkich szczurów. „Judea” wypływa wreszcie do Bangkoku. Po drodze, na Oceanie Indyjskim ładunek sam się zapala. Kapitan nie chce nigdzie zawijać po drodze, załoga przystępuje do walki z ogniem, próbując najpierw zdusić go przez odcięcie dostępu powietrza, a potem zalać płonący ładunek wodą. Około czterystu mil morskich od brzegów Jawy następuje eksplozja mieszaniny wybuchowej w ładowni. Marynarze zostają ranni. Wkrótce pomoc nadpływa w postaci parowca „Sommerville”, który holuje płonący wraku do Anjer lub do Batawii. Niestety - płynący całą naprzód parowiec rozdmuchuje ogień, bark zaczyna płonąć jak pochodnia. Gdy wiadome jest, że „Judea” nie dopłynie już donikąd załoga odcina hol i opuszcza płonący statek, ratując jak najwięcej z okrętowego mienia. Wszystkie łodzie towarzyszą statkowi aż do zatonięcia, potem biorą kurs ku najbliższemu lądowi, który osiągają po wielu dniach mozolnej żeglugi. Na miejscu dowódca „Judei” uzgadnia zabranie jego i jego załogi na pokład parowca „Celestial” w podróż powrotną do Anglii.

### Niektórzy bohaterowie opowiadania
- Charles Marlow - narrator, kapitan brytyjskiej marynarki handlowej, który dwadzieścia lat dowodził statkami; wspomina swój pierwszy rejs na Wschód;
- John Beard - kapitan barku "Judea", który nigdy nie opłynął Przylądków, a pierwsze dowództwo otrzymał w wieku lat sześćdziesięciu;
- Jenny Beard - żona kapitana Bearda; przebywa na pokładzie w chwili staranowania "Judei" przez parowiec w Newcastle; zdecydowanie różni się od żon kapitanów szykownych kliprów;
- Mahon - pierwszy oficer barku "Judea"; potomek dobrej rodziny, który jednak nie miał szczęścia i kariery nie zrobił; nalega, aby jego nazwisko wymawiać jak "Mann"; nie dowierza marynarskim zdolnościom Marlowa.

## Analiza
Młodość zajmuje w twórczości Conrada miejsce szczególne - po raz pierwszy występuje tu kapitan Charles Marlow, „alter ego” autora, a przy tym „nieposkromiony gaduła”. Co najmniej jeden biograf Josepha Conrada - G. Jean Aubry - pisząc swoją biografię pisarza, wziął przedstawione w opowiadaniu okoliczności za ścisły opis katastrofy barku „Palestine” w 1883 roku, którą Conrad przeżył, jako drugi oficer tego statku. Katastrofa „Judei” w opowiadaniu różni się jednak niekiedy dość znacznie od tej, jakiej uległa „Palestine”.

## Ekranizacja
Powieść została zekranizowana w 2016 przez Juliena Samani pod tytułem Jeunesse, w rolach głównych wystąpili: Kévin Azaïs, Samir Guesmi i Jean-François Stévenin.